# Brian Friedman
Brian Friedman, właśc. Brian Alexa Friedman, znany również jako B Free lub Be Free (ur. 28 maja 1977 w Highland Park) – amerykański tancerz i choreograf, który posiada także własną linię obuwniczą i odzieżową BFree.
Stworzył choreografię dla wielu popularnych artystów muzycznych – takich jak Britney Spears, Cher, Beyoncé Knowles i Mariah Carey – a także do teledysków, tras koncertowych oraz produkcji telewizyjnych i filmowych.

## Życiorys

### Wczesne lata
Urodził się w Highland Park w Illinois w rodzinie żydowskiej. Dorastał w Scottsdale, w stanie Arizona, gdzie jego matka Judi uczyła tańca w lokalnym college’u. W wieku 11 lat uczestniczył w zajęciach Studio Tańca z matką o nazwie Dance Source i występował w różnych pokazach tanecznych, w tym sitcomie MGM Kids Incorporated (1991–1993) Jennifer Love Hewitt i Brittany Murphy oraz dramacie muzycznym Kenny’ego Ortegi Gazeciarze (Newsies, 1992) u boku Christiana Bale’a i Kevina Alexandra Stea. Mając dwanaście lat wyjechał do Los Angeles, a po opuszczeniu liceum w wieku szesnastu lat został zawodowym tancerzem. W wieku 16 lat był odpowiedzialny za własne studio tańca.
Friedman trenował pod okiem Joe Tremaine’a, Kenny’ego Ortegi, Vince’a Pattersona i Twyli Tharp. Jako młody tancerz Friedman współpracował z takimi artystami jak Michael Jackson, Paula Abdul, Céline Dion, Melissa Etheridge, Salt-n-Pepa czy Patti LaBelle.

### Kariera
Pojawił się jako tancerz w komedii romantycznej Cała ona (She's All That, 1999) z Freddiem Prinze’em Jr., Rachael Leigh Cook, Matthew Lillardem i Paulem Walkerem, Aniołki Charliego (Charlie’s Angels, 2000), komedii Wyścig szczurów (Rat Race, 2001) z Whoopi Goldberg i komedii romantycznej Balonowy chłopiec (Bubble Boy, 2001) z Jakiem Gyllenhaalem.
Układał choreografię dla wielu z najbardziej popularnych muzyków i tancerzy. Był twórcą form tanecznych w teledyskach Aphexa Twina „Windowlicker” (1999), Britney Spears – „Overprotected” (2002), „I Love Rock ’n’ Roll” (2002) i „Toxic” (2004) z udziałem modeli Matthew Felkera i Tysona Beckforda oraz aktora Martina Hendersona, jak również jej koncertów Dream Within a Dream Tour (2001–2002) i The Onyx Hotel Tour (2004). Wśród wykonawców z którymi współpracował na planie teledysków są: Prince – „Betcha by Golly Wow” (1996) i „The One” (1998), Chayanne „Boom Boom” (1998), duet M2M „Don’t Say You Love Me” (1999), Samantha Mumba „Baby Come on Over” (2000), Fatboy Slim „Weapon of Choice” (2000) z tańczącym Christopherem Walkenem, P!nk „Most Girls” (2000), *NSYNC „Pop” (2001; był asystentem Wade Robsona) oraz Monica „Just Another Girl” (2001).
W 2003 Friedman został nominowany do MTV VMA za najlepszą choreografię w teledysku Mýi Marii Harrison „My Love Is Like...Wo”.
Był jurorem w finale drugiego sezonu pięciu odcinków seryjnego programu Fox So You Think You Can Dance (2005−2006), wystąpił w sitcomie Fox Różowe lata siedemdziesiąte (That 70's Show). Szkolił polskich tancerzy z programu You Can Dance – Po prostu tańcz (III edycja) na warsztatach tanecznych w Barcelonie.
W latach 2011–2012 układał choreografię w programie The X Factor.

## Życie prywatne
W wywiadzie udzielonym magazynowi „Attitude” na początku 2015, który ukazał się na pamiątkowym wydaniu specjalnym Love & Marriage, Friedman i jego partner Daniel Brown ogłosili plany dotyczące nadchodzącego ślubu. Friedman poślubił swojego partnera w lutym 2020.